# ثيس
ثيس (بالفرنسية: Thiès)‏ هو أقليم في السنغال، بلغ عدد سكانه 1,788,864 نسمة وذلك حسب إحصائيات سنة 2013، عاصمته تييس ‏، تبلغ مساحته 6,601 كيلومتر مربع.

## الموقع
يشترك في الحدود مع:
- داكار (السنغال)
- إقليم ديوربيل
- إقليم لوغا
- إقليم فاتيك.